# Ragnhild Norská
Ragnhild Norská (Ragnhild Alexandra Lorentzenová; 9. června 1930, Oslo – 16. září 2012, Rio de Janeiro) se narodila jako nejstarší dítě norského krále Olafa V. a jeho manželky Marty Švédské. Byla starší sestrou krále Haralda V. a princezny Astrid. Od dob středověku byla prvním členem norské královské rodiny, který se narodil na území Norska. V roce 1953 se provdala za průmyslníka Erlinga Lorentzena, člena rodiny lodních magnátů. V tom samém roce se přestěhovala do Brazílie, kde byl její manžel průmyslníkem a hlavním majitelem manufaktury na papír Aracruz Celulose. V Brazílii žila 59 let až do své smrti.
Přestože byla nejstarším královým dítětem, nikdy nebyla v linii následnictví norského trůnu vzhledem k norskému zákonu agnatické posloupnosti. Byla však v linii následnictví britského trůnu, v níž během svého života obsadila 16. a 17. místo.

## Dětství
Ragnhild byla první norskou princeznou po 629 letech, která se narodila na území Norska. Vyrůstala v královském sídle Skaugum u Askeru západně od Osla. Pokřtěna byla v palácové kapli 27. června 1930 a jejími kmotry byli: prarodiče z otcovy strany, král a královna Norska; prarodiče ze strany matky, vévoda a vévodkyně z Västergötlandu; prastrýc král švédský; prateta britská princezna Viktorie; teta princezna Markéta Švédská; a vévoda z Yorku.
V roce 1940 během druhé světové války uprchla princezna s rodinou před německou okupací ze země a válečná léta strávila se sourozenci a matkou ve Washingtonu, D.C. Před narozením mladšího bratra se předpokládalo, že nastoupí na trůn, i když by to vyžadovalo změnu ústavy, protože ženy nemohly v Norsku dědit trůn.

## Manželství a potomci

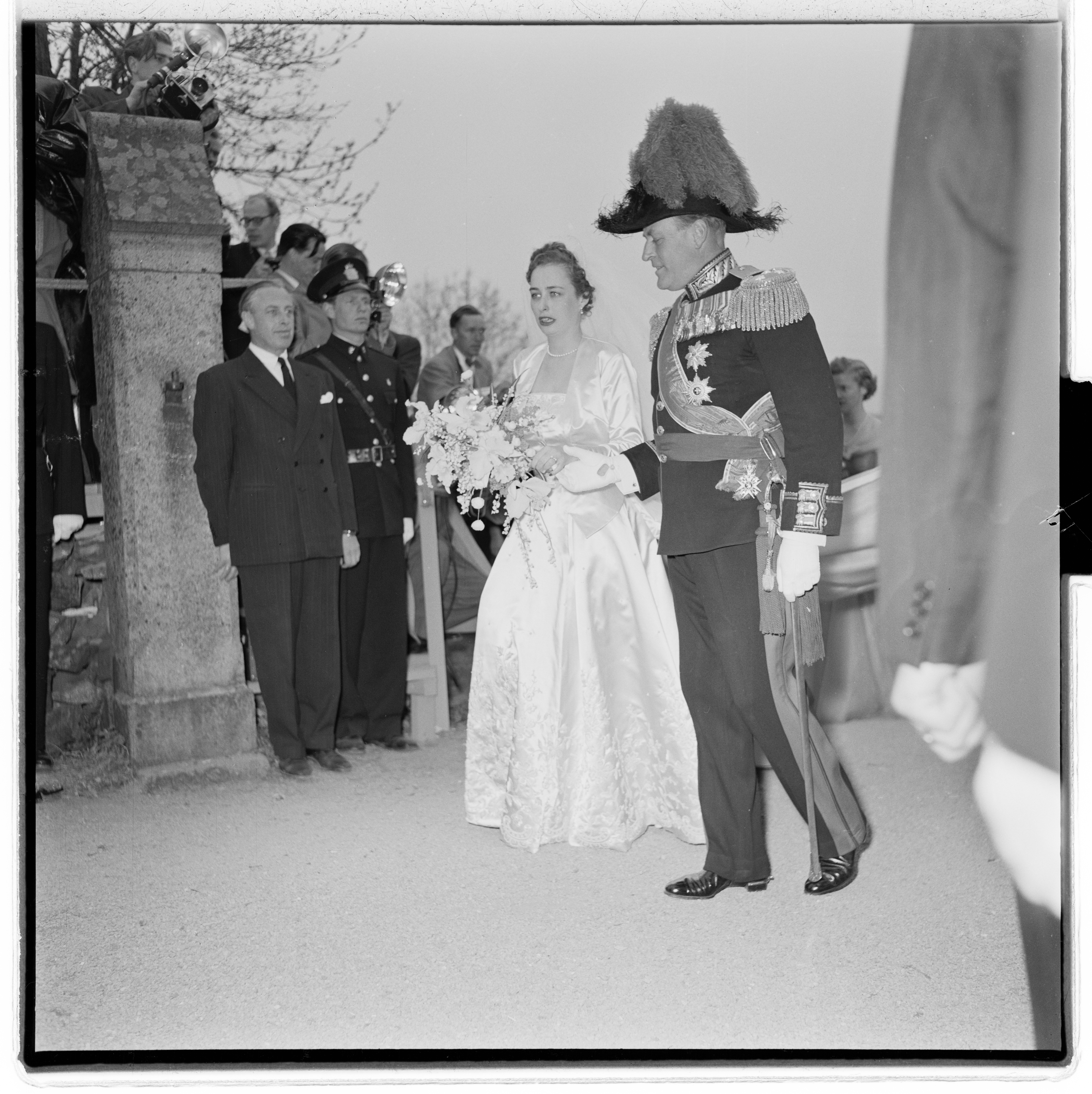
Svatba princezny Rignhild a Erlinga Lorentzena

Princezna Ragnhild se 15. května 1953 ve dvaadvaceti letech v Askeru provdala za Erlinga Lorentzena, člena norské obchodní vyšší vrstvy. Lorentzen byl podnikatel a vojenský důstojník, který za války sloužil jako její osobní strážce. Jejím sňatkem došlo k velké kontroverzi, protože byla první členkou norské královské rodiny, která se provdala za muže, který nebyl příslušníkem žádné královské rodiny. (V Norsku existuje tradice "oficiálních flagdays" a jedním z takových dnů jsou také královské narozeniny; brzy po její svatbě bylo oznámeno, že její narozeniny přestávají být oficiálním flagday.)
Po svatbě se pár přestěhoval do Ria de Janeira, kde měl její manžel významné obchodní podíly. Jejich pobyt v Brazílii byl původně dočasný, nakonec se tam však usadili a v Riu zůstali až do Ragnhildiny smrti v roce 2012. V Brazílii Lorentzen založil manufakturu na papír Aracruz Celulose. Pár měl tři děti:
- Haakon Lorentzen (* 23. srpna 1954)
- Ingeborg Lorentzenová (* 27. února 1957)
- Ragnhild Alexandra Lorentzenová (* 8. května 1968)

## Veřejný život
V roce 1952 Ragnhild otevírala Zimní olympijské hry v norském Oslu, když se její otec a dědeček zúčastnili pohřbu britského krále Jiřího VI.
Konzervativní princezna Ragnhild v roce 2004 veřejně kritizovala svou neteř a synovce, princeznu Martu Louisu a korunního prince Haakona za výběr jejich partnerů.
Princezna Ragnhild byla patronkou norské organizace pro sluchově postižené.
Bylo po ní pojmenováno několik lodí, včetně MS Prinsesse Ragnhild.

## Úmrtí
Princezna Ragnhild zemřela doma v Rio de Janairu 16. září 2012 ve věku 82 let na rakovinu. Dne 24. září 2012 bylo její tělo převezeno do Osla, kde se s ní rozloučil její bratr král Harald V., její sestra Astrid Norská, její manžel Erling a jejich děti. Pohřeb se konal 28. září 2012 v kapli královského paláce v Oslu. Později byla princezna zpopelněna a soukromě uložena v kostele v Askeru.

## Tituly, oslovení a vyznamenání

### Tituly a oslovení
- 9. června 1930 – 15. května 1953: Její královská Výsost princezna Ragnhild Norská
- 15. května 1953 – 16. září 2012: Její Výsost princezna Ragnhild, paní Lorentzenová

### Vyznamenání
- : Řád svatého Olafa
- : Královský rodinný řád krále Haakona VII.
- : Královský rodinný řád krále Olafa V.
- : Královský rodinný řád krále Haralda V.
- : Zlatá medaile krále Haakona VII.
- : Medaile 100. výročí narození krále Haakona VII.
- : Stříbrná medaile krále Olafa V.
- : Pamětní medaile krále Olafa V.
- : Medaile 100. výročí narození krále Olafa V.
- : Medaile stého výročí královského domu
- : Řád Jižního kříže
- : Řád Orange-Nassau
- : Řád koruny
- : Řád za zásluhy
- : Řád polární hvězdy
- : Odznak k 90. narozeninám krále Gustava V.

Na počest princezna Ragnhild byla pojmenována 540 000 km² oblast v Antarktidě pobřeží Princezny Ragnhild.

## Vývod z předků
Princezna Ragnhild byla prapravnučkou královny Viktorie a vzdálenou sestřenicí Alžběty II. V době svého narození byla na 17. místě v linii následnictví britského trůnu, v obě své smrti na 77. místě. Ragnhildinou tetou byla belgická královna Astrid, což z Ragnhild dělalo sestřenici belgických králů Baudouina a Alberta II.
|                 |                                      |  |          |                                 |  |  |  |  |  |  |  | Kristián IX. |
|                 |                                      |  |          |                                 |  |  |  |  |  |  |  |              |
|                 | Frederik VIII.                       |  |          |                                 |  |  |  |  |  |  |  |              |
|                 |                                      |  |          |                                 |  |  |  |  |  |  |  |              |
|                 |                                      |  |          | Luisa Hesensko-Kasselská        |  |  |  |  |  |  |  |              |
|                 |                                      |  |          |                                 |  |  |  |  |  |  |  |              |
|                 | Haakon VII.                          |  |          |                                 |  |  |  |  |  |  |  |              |
|                 |                                      |  |          |                                 |  |  |  |  |  |  |  |              |
|                 |                                      |  |          | Karel XV.                       |  |  |  |  |  |  |  |              |
|                 |                                      |  |          |                                 |  |  |  |  |  |  |  |              |
|                 | Luisa Švédská                        |  |          |                                 |  |  |  |  |  |  |  |              |
|                 |                                      |  |          |                                 |  |  |  |  |  |  |  |              |
|                 |                                      |  |          | Luisa Oranžsko-Nasavská         |  |  |  |  |  |  |  |              |
|                 |                                      |  |          |                                 |  |  |  |  |  |  |  |              |
|                 | Olaf V.                              |  |          |                                 |  |  |  |  |  |  |  |              |
|                 |                                      |  |          |                                 |  |  |  |  |  |  |  |              |
|                 |                                      |  |          | Albert Sasko-Kobursko-Gothajský |  |  |  |  |  |  |  |              |
|                 |                                      |  |          |                                 |  |  |  |  |  |  |  |              |
|                 | Eduard VII.                          |  |          |                                 |  |  |  |  |  |  |  |              |
|                 |                                      |  |          |                                 |  |  |  |  |  |  |  |              |
|                 |                                      |  |          | královna Viktorie               |  |  |  |  |  |  |  |              |
|                 |                                      |  |          |                                 |  |  |  |  |  |  |  |              |
|                 | Maud z Walesu                        |  |          |                                 |  |  |  |  |  |  |  |              |
|                 |                                      |  |          |                                 |  |  |  |  |  |  |  |              |
|                 |                                      |  |          | Kristián IX.                    |  |  |  |  |  |  |  |              |
|                 |                                      |  |          |                                 |  |  |  |  |  |  |  |              |
|                 | Alexandra Dánská                     |  |          |                                 |  |  |  |  |  |  |  |              |
|                 |                                      |  |          |                                 |  |  |  |  |  |  |  |              |
|                 |                                      |  |          | Luisa Hesensko-Kasselská        |  |  |  |  |  |  |  |              |
|                 |                                      |  |          |                                 |  |  |  |  |  |  |  |              |
| Ragnhild Norská |                                      |  |          |                                 |  |  |  |  |  |  |  |              |
|                 |                                      |  |          |                                 |  |  |  |  |  |  |  |              |
|                 |                                      |  | Oskar I. |                                 |  |  |  |  |  |  |  |              |
|                 |                                      |  |          |                                 |  |  |  |  |  |  |  |              |
|                 | Oskar II.                            |  |          |                                 |  |  |  |  |  |  |  |              |
|                 |                                      |  |          |                                 |  |  |  |  |  |  |  |              |
|                 |                                      |  |          | Joséphine de Beauharnais mladší |  |  |  |  |  |  |  |              |
|                 |                                      |  |          |                                 |  |  |  |  |  |  |  |              |
|                 | Karel Švédský                        |  |          |                                 |  |  |  |  |  |  |  |              |
|                 |                                      |  |          |                                 |  |  |  |  |  |  |  |              |
|                 |                                      |  |          | Vilém Nasavský                  |  |  |  |  |  |  |  |              |
|                 |                                      |  |          |                                 |  |  |  |  |  |  |  |              |
|                 | Žofie Nasavská                       |  |          |                                 |  |  |  |  |  |  |  |              |
|                 |                                      |  |          |                                 |  |  |  |  |  |  |  |              |
|                 |                                      |  |          | Pavlína Württemberská           |  |  |  |  |  |  |  |              |
|                 |                                      |  |          |                                 |  |  |  |  |  |  |  |              |
|                 | Marta Švédská                        |  |          |                                 |  |  |  |  |  |  |  |              |
|                 |                                      |  |          |                                 |  |  |  |  |  |  |  |              |
|                 |                                      |  |          | Kristián IX.                    |  |  |  |  |  |  |  |              |
|                 |                                      |  |          |                                 |  |  |  |  |  |  |  |              |
|                 | Frederik VIII.                       |  |          |                                 |  |  |  |  |  |  |  |              |
|                 |                                      |  |          |                                 |  |  |  |  |  |  |  |              |
|                 |                                      |  |          | Luisa Hesensko-Kasselská        |  |  |  |  |  |  |  |              |
|                 |                                      |  |          |                                 |  |  |  |  |  |  |  |              |
|                 | Ingeborg, vévodkyně z Västergötlandu |  |          |                                 |  |  |  |  |  |  |  |              |
|                 |                                      |  |          |                                 |  |  |  |  |  |  |  |              |
|                 |                                      |  |          | Karel XV.                       |  |  |  |  |  |  |  |              |
|                 |                                      |  |          |                                 |  |  |  |  |  |  |  |              |
|                 | Luisa Švédská                        |  |          |                                 |  |  |  |  |  |  |  |              |
|                 |                                      |  |          |                                 |  |  |  |  |  |  |  |              |
|                 |                                      |  |          | Luisa Oranžsko-Nasavská         |  |  |  |  |  |  |  |              |
|                 |                                      |  |          |                                 |  |  |  |  |  |  |  |              |